# F-1 (виза)
F-1 — тип визы, выдаваемой международным студентам для обучения в США, в том числе на временных языковых курсах. Визы этого типа выдаются американскими посольствами и консульствами.

## Процедура
Иностранные абитуриенты сначала обращаются (по телефону или электронной почте) в вуз США, в котором они желают учиться. Одним из основных требований ВУЗа, обычно, является сдача экзамена TOEFL на знание английского языка. Далее ВУЗ выдаёт форму I-20, которая необходима для получения F-1 визы. В посольстве студенты должны доказать, что они в состоянии поддержать себя во время своего пребывания в США: обычно требуется справка, подтверждающая долговременное наличие определенной суммы (в среднем 20-25 тыс. долларов США) на банковском счету абитуриента.

## Права и обязанности
Прибыв в США международные студенты имеют право работать в кампусе, в пределах студгородка. Только в исключительных случаях разрешается работать и за его пределами, во время учёбы. По окончании дипломной программы выпускники на F-1 получают право на 1—1,5 год практики (OPT), в зависимости от специализации, во время которой они теоретически могут найти работу и перейти в другой статус, обычно это H-1B (рабочая виза).
Кроме этого существует виза F-2, которая выдаётся иждивенцам F-1 студента. Держателям F-2 запрещена любая формы занятости на рынке труда. Однако, несовершеннолетние дети F-1 могут учиться в государственных школах.
Визы F-3 выдаются гражданам пограничных регионов Мексики или Канады, еженедельно пересекающих границу с США с целью получения образования. В отличие от F-1, они не имеют права работать на кампусе.